# Rodri (football, 2000)
Pour les articles homonymes, voir Rodri.
Rodrigo Sánchez Rodríguez dit Rodri, né le 16 mai 2000 à Talayuela en Espagne, est un footballeur espagnol qui évolue actuellement au poste de milieu offensif au Al-Arabi SC.

## Biographie

### En club
Né à Talayuela en Espagne, Rodri est formé par les plus grands clubs espagnols, passant par le Real Madrid, l'Atlético Madrid et le FC Barcelone notamment, avant de rejoindre le Betis Séville. Le 27 mars 2019, Rodri prolonge son contrat jusqu'en juin 2022 avec le Betis.
Rodri joue son premier match en professionnel avec Betis le 7 novembre 2020, lors d'une rencontre de Liga face au FC Barcelone. Il entre en jeu à la place de Sergio Canales et son équipe s'incline par cinq buts à deux. Il inscrit son premier but en professionnel le 17 janvier 2021, à l'occasion d'une rencontre de coupe d'Espagne face au Sporting Gijón. Il est titularisé ce jour-là et son équipe l'emporte par deux buts à zéro.
Rodri se fait remarquer le 1er novembre 2023 en réalisant son premier triplé lors d'une rencontre de coupe d'Espagne face au CD Hernán Cortés (en). Titulaire, il participe à la victoire de son équipe par douze buts à un,.

### En sélection
Le 8 octobre 2021, Rodri joue son premier match avec l'équipe d'Espagne espoirs, contre la équipe de Slovaquie espoirs. Il est titularisé avant d'être remplacé par Fer Niño et son équipe s'impose par trois buts à deux. Le 25 mars 2022, Rodri se fait remarquer en inscrivant ses deux premiers buts avec les espoirs, contre la Lituanie. Titulaire, il participe à la victoire de son équipe par huit buts à zéro.

## Statistiques
| Saison                | Club                  | Championnat           | Championnat | Championnat | Coupe(s) nationale(s) | Coupe(s) nationale(s) | Supercoupe | Supercoupe | Compétition(s) continentale(s) | Compétition(s) continentale(s) | Compétition(s) continentale(s) | Total | Total |
| Saison                | Club                  | Division              | M.          | B.          | M.                    | B.                    | M.         | B.         | Comp.                          | M.                             | B.                             | M.    | B.    |
| 2020-2021             | Real Betis            | La Liga               | 15          | 0           | 4                     | 1                     | -          | -          | -                              | -                              | -                              | 19    | 1     |
| 2021-2022             | Real Betis            | La Liga               | 21          | 1           | 4                     | 0                     | -          | -          | C3                             | 3                              | 0                              | 28    | 1     |
| 2022-2023             | Real Betis            | La Liga               | 30          | 2           | 2                     | 0                     | 1          | 0          | C3                             | 6                              | 0                              | 39    | 2     |
| 2023-2024             | Real Betis            | La Liga               | 26          | 0           | 2                     | 3                     | -          | -          | C3+C4                          | 3+2                            | 0+0                            | 33    | 3     |
| Sous-total            | Sous-total            | Sous-total            | 92          | 3           | 12                    | 4                     | 1          | 0          | -                              | 14                             | 0                              | 119   | 7     |
| Total sur la carrière | Total sur la carrière | Total sur la carrière | 92          | 3           | 12                    | 4                     | 1          | 0          | -                              | 14                             | 0                              | 119   | 7     |

## Palmarès

### En club
Betis Séville
- Coupe d'Espagne
  - Vainqueur en 2022